# Brosknejlika
Brosknejlika (Dianthus cyri) är en nejlikväxtart som beskrevs av Fisch. och C. A. Mey. Brosknejlika ingår i släktet nejlikor, och familjen nejlikväxter. Arten förekommer tillfälligt i Sverige, men reproducerar sig inte.